# Phyprosopus tristriga
Phyprosopus tristriga är en fjärilsart som beskrevs av Heinrich Benno Möschler 1890. Phyprosopus tristriga ingår i släktet Phyprosopus och familjen nattflyn. Inga underarter finns listade i Catalogue of Life.